# Épothémont
Épothémont – miejscowość i gmina we Francji, w regionie Grand Est, w departamencie Aube.
Według danych na rok 1990 gminę zamieszkiwały 163 osoby, a gęstość zaludnienia wynosiła 16 osób/km².